# Jevgeņijs Miļevskis
Jevgeņijs Miļevskis (ur. 15 lipca 1961 w Rydze) – łotewski piłkarz występujący na pozycji napastnika.

## Kariera klubowa
Miļevskis karierę rozpoczynał w zespole FK Progress. W 1981 roku został zawodnikiem Daugavy Ryga, grającej w trzeciej lidze radzieckiej i już w pierwszym sezonie awansował z nią do drugiej lidgi. W 1984 roku przeszedł do pierwszoligowego Spartaka Moskwa. W tym samym roku wywalczył z nim wicemistrzostwo Związku Radzieckiego, jednak po zakończeniu sezonu wrócił do Daugavy, w której występował do 1988 roku.
W 1989 roku Miļevskis wyjechał do Austrii, gdzie został graczem Austrii Wiedeń. W Bundeslidze zadebiutował 16 sierpnia 1989 w wygranym 6:0 meczu z Admira/Wacker, w którym strzelił też dwa gole. W sezonie 1989/1990 wraz z zespołem wywalczył wicemistrzostwo Austrii oraz Puchar Austrii, a w sezonie 1990/1991 – mistrzostwo Austrii.
W 1991 roku Miļevskis odszedł do innego zespołu Bundesligi, VSE St. Pölten. Jego barwy reprezentował przez trzy sezony, a potem przeniósł się do drugoligowego klubu Favoritner AC. Po sezonie 1994/1995 zakończył tam karierę.

## Kariera reprezentacyjna
W reprezentacji Łotwy Miļevskis zadebiutował 7 września 1994 w przegranym 0:3 meczu eliminacji Mistrzostw Europy 1996 z Irlandią, a 9 października 1994 w przegranym 1:3 pojedynku tych samych eliminacji z Portugalią strzelił swojego jedynego gola w kadrze. W drużynie narodowej rozegrał 3 spotkania, wszystkie w 1994 roku.